# Patrullas de esquí
.

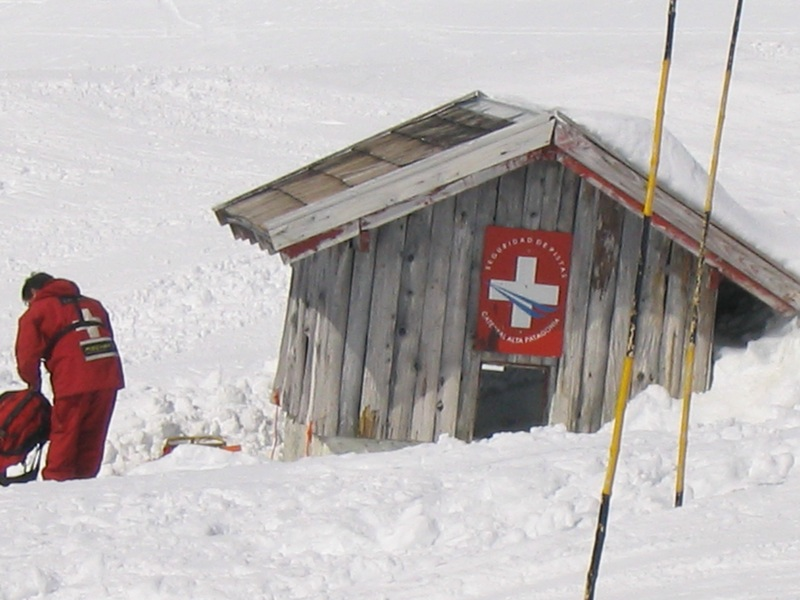
Patrulla de esquí en Bariloche (Argentina)

Las patrullas de esquí son las formadas por personas, voluntarias o a sueldo, dedicadas a labores de montaña, ya sea en centros de esquí o en zonas donde se practiquen actividades de montaña. Su misión es crear mecanismos que aseguren al esquiador desarrollar sus actividades de montaña, libres de peligro. Así mismo, debe estar preparado, técnica y psicológicamente, para acudir en ayuda de un esquiador en peligro o accidentado.
Como homólogo de socorrista, a menudo se utiliza el término pistero para denominar a estos patrulleros, encargados de la seguridad de los esquiadores dentro de un dominio esquiable o estación de esquí; sus labores van desde la atención de primeros auxilios a personas accidentadas hasta el análisis del manto nivoso para la prevención de aludes, la señalización del trazado de las pistas o brindar información acerca de las estaciones.
La escuela con la más alta reputación, hoy en día, es la escuela francesa; ésta brinda una capacitación cuyo título es válido mundialmente.[cita requerida]
- Datos: Q6066975